# 天主教德罗希琴教区
天主教德羅希琴教區（拉丁語：Dioecesis Drohiczinensis）是波蘭一個羅馬天主教教區。教座位於東部邊境的德羅希琴。屬比亞韋斯托克總教區。1991年6月5日由位於白俄羅斯的平斯克教區分出，升為教區。
面積8,000平方公里，2011年，在當地290,300人口中，有教友21,150人，佔轄區總人口72,4%、98個堂區、233名司鐸、22名修士、118名修女。
現任主教為伯多祿·薩夫丘克，榮休主教為安多尼·帕齊菲克·德德奇和狄鐸·皮庫斯。